# Trichoplexia virguncula
Trichoplexia virguncula là một loài bướm đêm trong họ Noctuidae.